# Jedediah Strutt

Porträt von Jedediah Strutt von Joseph Wright of Derby, Öl auf Leinwand um 1790, im Joseph-Wright-Saal des Museums für Kunst und Geschichte, Derby

Jedediah Strutt (* 26. Juli 1726 in South Normanton; † 7. Mai 1797 in Derby) war ein englischer Textilunternehmer des 18. Jahrhunderts. Er gilt als einer der Väter der Industriellen Revolution.

## Herkunft
Strutt war der zweite von drei Söhnen eines Farmers und Mälzers. Die Familie gehörte einer Presbyterianischen Kirchengemeinde an. Mit 14 Jahren wurde Jedediah in die Lehre zu einem Stellmacher nach Findern gegeben, wo er im Umkreis des Arztes und Dissenters Ebenezer Latham seine spätere Frau Elizabeth Woollat kennenlernte.

## Der Derby Rib
1759 erhielt Strutt das Patent auf eine Maschine, die es ihm ermöglichte, gerippte Baumwollwaren herzustellen. Die Idee dazu oder einen Prototyp hatte er einem Mann namens Roper für fünf Pfund abgekauft, eine Summe, für die er ein Packpferd verkaufen musste. Gemeinsam mit seinem Schwager Woollatt und unter gelegentlicher Mitwirkung Ropers entwickelte er den Apparat zu einer funktionierenden Ergänzung bereits vorhandener Wirkstühle. Der Derby Rib wurde schnell zu einem großen Erfolg und löste, gemeinsam mit dem mechanischen Webstuhl, den historischen Garnhunger aus, jenen gesteigerten Bedarf an Baumwollgarn, der die Erfindung der mechanischen Spinnmaschinen nach sich zog. Um 1769 finanzierte Strutt gemeinsam mit seinem Partner Samuel Need Richard Arkwrights erste wassergetriebene Baumwollspinnerei in Cromford.

## Die Industrielle Revolution
Heute wird Arkwright als der Erfinder des modernen Fabriksystems angesehen. Ein halbes Jahrhundert vor seiner Erfindung des Waterframes und dem Bau seiner Fabrik in Cromford hatte jedoch bereits die Seidenspinnerei der Lombe-Brüder in Derby ihren Betrieb aufgenommen. Auch sie wurde mit Wasserkraft betrieben und war eine Fabrik nach modernem Maßstab. Seit den sechziger Jahren des 18. Jahrhunderts hatten Need und Strutt die Seidenproduktion in Derby übernommen. Sowohl die Derby Silk Mill, als auch Arkwrights Fabriken in Cromford und Matlock Bath und Strutts Baumwoll-Fabriken In Derby, Milford, Darley Abbey und Belper gehören heute wegen ihrer Bedeutung für die Industrielle Revolution zum UNESCO-Weltkulturerbe des Derwent Valley.

## Soziales
Strutt wird gemeinhin als fürsorglicher Patriarch geschildert. Sein Porträt von Joseph Wright im Museum für Kunst und Geschichte in Derby zeigt ihn nachdenklich, den Blick in die Ferne gerichtet, den Arm auf ein Buch gestützt. Man meint, eher den in sich gekehrten Dissenter vor sich zu sehen, als den zupackenden Unternehmer. Die Siedlungen, die er um seine Fabrikstandorte erbauen ließ, boten einen für die Zeit guten Lebensstandard und waren offenbar sozial intakte Gemeinwesen. Fitten und Wadsworth betonen, dass sie der idealisierten Gemeinschaft, die Robert Owen eine Generation später erfunden zu haben glaubte, nicht wesentlich nachstanden.